# Albersdorf-Prebuch
Albersdorf-Prebuch je obec, která se rozkládá v okrese Weiz, ve spolkové zemi Štýrsko v Rakousku. Obec Albersdorf-Prebuch vznikla v roce 1968 sloučením obcí Albersdorf a Prebuch.
V lednu 2016 zde žilo 2028 obyvatel.

## Popis
Rozloha obce je 14,15 km². Povrch území je kopcovitý, částečně zalesněný. Rozkládá se v průměrné nadmořské výšce 366 m, přitom v severní části u osady Prebuch dosahuje výška zhruba až 520 m n. m. Podél jihozápadního okraje obce protéká řeka Rába (německy Raab), do níž se zleva vlévá potok Gießgraben, přitékající od severovýchodu území. V údolí řeky je nadmořská výška okolo 350 m.

## Místní části
Obec se skládá z pěti osad (místních částí), které jsou zároveň katastrálními územími.
- Albersdorf (1142)
- Kalch (153)
- Postelgraben (151)
- Prebuch (416)
- Wollsdorferegg (137)

V závorkách jsou uvedeny počty obyvatel v lednu 2015.

## Sousední obce
Ilztal na severovýchodě, Gleisdorf na jihovýchodě, Ludersdorf-Wilfersdorf na jihozápadě a Sankt Ruprecht an der Raab na severozápadě.

## Doprava
Souběžně s řekou Rábou prochází obcí zemská silnice B64 (Rechberg Straße), spojující okresní město Weiz s městem Gleisdorf, kde je možnost nájezdu na dálnici A2.
Ze silnice B64 v obci vycházejí severovýchodním směrem silnice místního významu, propojující mezi sebou jednotlivé osady.
Podél silnice B64 vede železniční trať. Z ní odbočuje přípojka do průmyslové zóny, která je postavena na území osady Albersdorf.

## Ekonomika
V oblasti osad Prebuch, Kalch a Wollsdorferegg bylo dříve rozšířeno vinařství, od kterého se ve 20. století upustilo a přešlo na ovocnářství. V údolí řeky Ráby se pěstuje kukuřice a obilí.
Mnoho obyvatel z obce ale dojíždí za prací do blízkých měst, jimiž jsou Gleisdorf, Weiz ale i Štýrský Hradec (německy Graz).

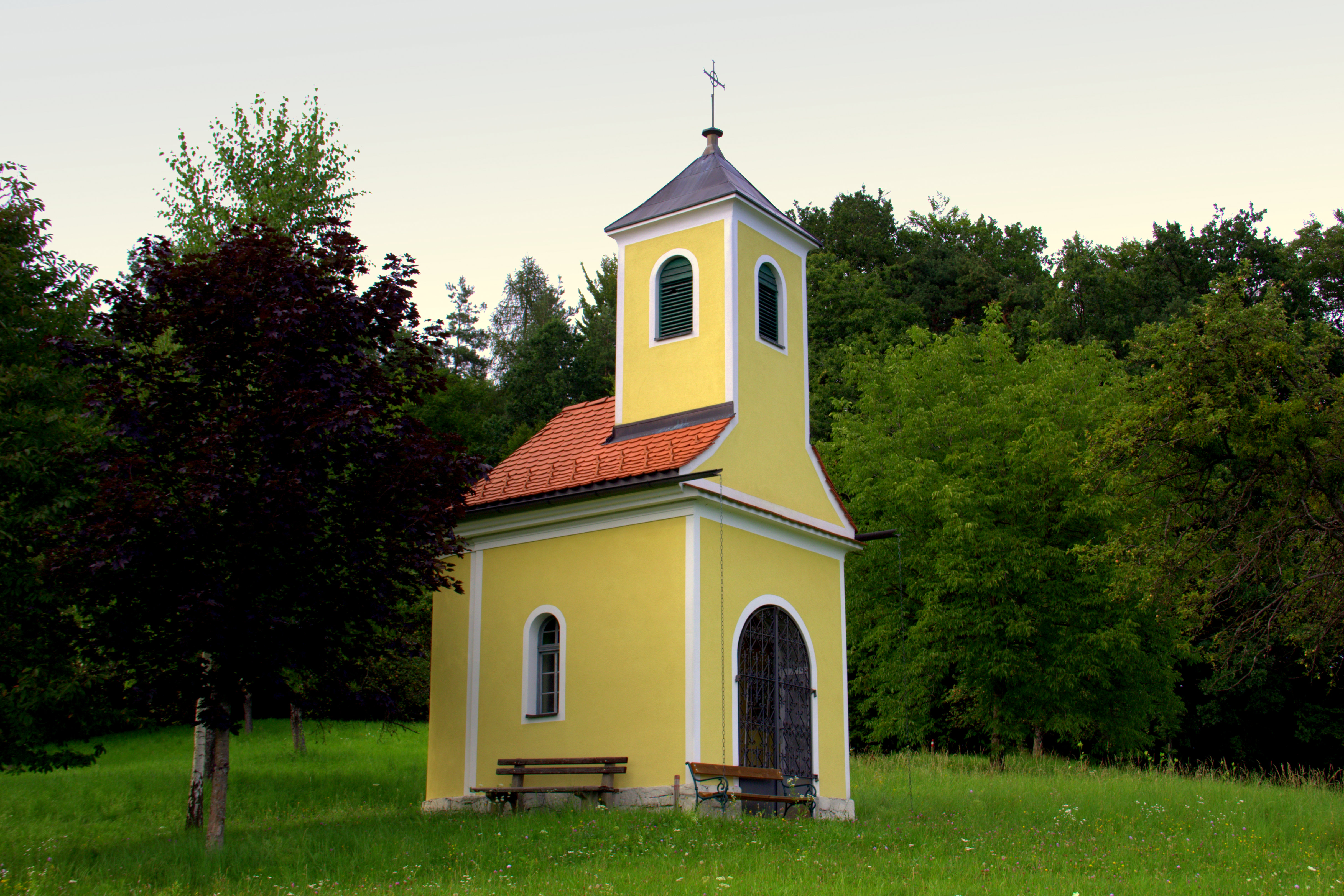
Rupertikapelle – Postelgraben

## Pamětihodnosti
- památkově chráněná boží muka v místní části Kalch[4]
- památkově chráněná kaplička (Rupertikapelle) v místní části Postelgraben[4]